# 帕尔迪略新镇
帕尔迪略新镇，是西班牙马德里自治区的一个市镇，位于马德里以西27公里。总面积25.35平方公里，总人口16 690人（2013年），人口密度658人/平方公里。